# Jessica Degenhardt
Jessica Degenhardt, née le 21 avril 2002 à Dresde, est une lugeuse allemande.

## Palmarès

### Championnats du monde de luge
- : Médaille d'or en double féminin en 2022 et 2023.
- : Médaille d'or en double sprint féminin en 2023.
- : Médaille d'or par équipe en 2025.
- : Médaille d'argent en double féminin en 2025.
- : Médaille de bronze en double mixte en 2025.

### Coupe du monde
- 1 petit globe de cristal en double : 
  - Vainqueur du classement classique en 2024.
- 29 podiums en double : 
  - en simple : 13 victoires, 11 deuxièmes places et 4 troisièmes places.
  - en sprint :  1 troisième place.
- 2 podiums en double mixte : 2 victoires.
- 10 podiums en relais : 5 victoires et 5 deuxièmes places.

### Championnats d'Europe de luge
- : Médaille d'or en double féminin en 2024.
- : Médaille de bronze en double féminin en 2023.